# Abdel Said
Abdel Said (* 11. Juni 1989 in Alexandria, Al-Iskandariyya, als Abd Al Kader Saïd) ist ein ägyptischer Springreiter, der in Belgien lebt und für dieses Land auch startet.

## Privates
Said wuchs zweisprachig auf (arabisch und englisch), beherrscht inzwischen auch die niederländische Sprache.

## Werdegang
Im Alter von drei Jahren begann er zu reiten. Nach einigen regionalen Erfolgen schickte ihn sein Vater im Jahr 2000 zu Emile Hendrix in die Niederlande, bei dem er acht Jahre lang trainierte und dort zur Schule ging. Während seiner Zeit im Stall von Hendrix wurde Said zweimal niederländischer Meister.
Zudem trainierte er bei Piet Raijmakers und Jos Lansink. Einige Zeit war er im Stall von Albert Peffer angestellt. Seit 2011 ist er selbstständig tätig, sein Stall befindet sich im belgischen Zandhoven. Said kauft Springpferde jung an und bildet diese mit dem Ziel des späteren Verkaufs weiter aus.
Im Jahr 2007 belegte er mit Sky High bei den Panarabischen Spiele in Kairo im Einzel Rang drei und mit der Mannschaft den Silberrang.
Beim CSIO5* in Abu Dhabi belegte Said 2010 auf Avenir Rang 5. Im Dezember 2011 nahm er an den Panarabische Spielen in Doha teil. Hier war er erneut mit der Mannschaft erfolgreich, die Ägypter landeten auf Rang drei. In der Einzelwertung wurde er Achter.
An den Weltreiterspielen 2014 nahm er mit Vingino teil, kam aber nur auf die hinteren Ränge (21. Platz mit der ägyptischen Mannschaft, 134. Rang in der Einzelwertung). Im November 2016 gewann Said mit Hope van Scherpen Donder das Weltcupspringen von Verona.

## Pferde (Auszug)
aktuelle:

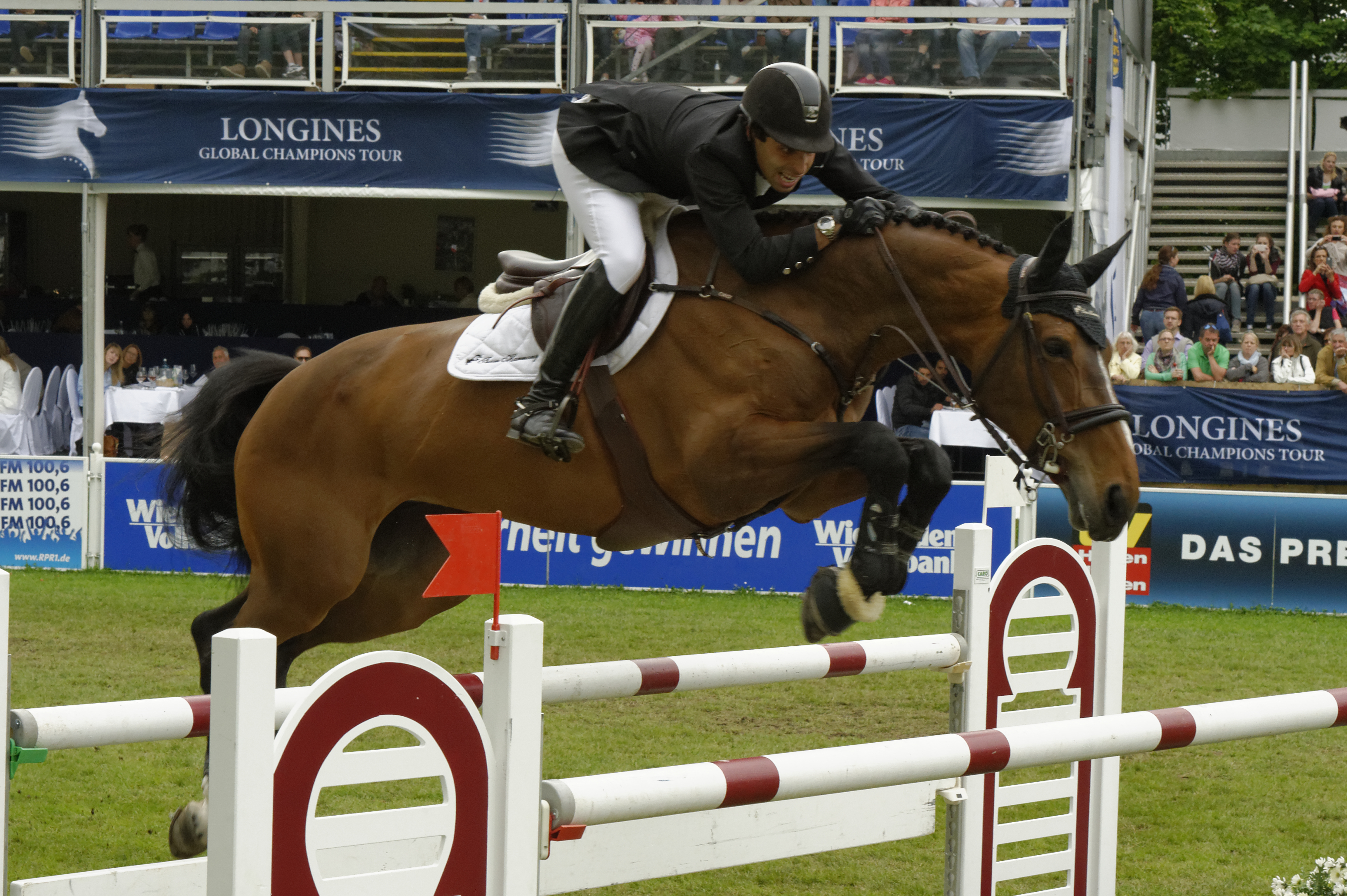
Abdel Said mit Baloubetta du Soleil beim PfingstTurnier Wiesbaden 2013 (CSI 5*)

- Dakota (* 2004), braune Stute, Anglo-Europäisches Sportpferd, Vater: Cento Lano, Besitzer: Mohamed Mansour, seit April 2014, zuvor unter Annelies Vorsselmans im Sport[4]
- Classica LS (* 2002), Fuchsstute, Vater: Chapultepec la Silla, Muttervater: Formateur, Besitzer: Pro Horse International
- Duc de Mariposa (* 2003), BWP-Fuchswallach, Vater: Nabab de Reve, Muttervater: Primo des Bruyeres, Besitzer: Pro Horse International
- Corlanda van de Ketse (* 2002), dunkelbraune BWP-Stute, Muttervater: Quidam de Revel, Besitzer: Willy Matton
- Valencia, Stute
- Otazu (ehemals: Salvo V) (* 1999), KWPN-Fuchswallach, Muttervater: Formateur, Besitzer: Zweeman Beheer BV

ehemalige Turnierpferde:
- Avenir (* 2000), brauner Wallach, Vater: Phin Phin, verkauft.
- Sky High (* 1998), braune KWPN-Stute
- Wright or Wrong (* 1993), Wallach, zuvor im Besitz von Haya bint al-Hussein.
- Lieke (* 1993), braune KWPN-Stute

## Erfolge
- 2011: 3. Platz beim Großen Preis von Roosendaal (CSI2*) mit Classica LS, 8. Platz bei den Panarabische Spielen in Doha, 2. Platz (Team) bei den Panarabische Spielen in Doha
- 2010: 6. Platz beim Nationenpreis in Abu Dhabi (CSIO5*) mit Avenir, 5. Platz beim Großen Preis von Abu Dhabi (CSIO5*) mit Avenir, 1. Platz beim Championat von Wiesbaden mit Avenir
- 2009: 5. Platz im Großen Preis von London (CSI 5*-W) mit Avenir, 3. Platz im Großen Preis von Humlikon (CSI3*) mit Avenir, 8. Platz im Großen Preis von Dublin (CSIO5*) mit Avenir, 3. Platz im Großen Preis von Eindhoven (CSI3*) mit Avenir, 1. Platz im Großen Preis von Pforzheim (CSI3*) mit Avenir
- 2008: 7. Platz im Großen Preis von Neapel (CSI4*) mit Pablis, 8. Platz im Großen Preis von Pforzheim (CSI3*) mit Sky High
- 2007: 5. Platz im Großen Preis von Gelderland (CSI3*) mit Sky High, 2. Platz im Großen Preis von Vestfold (CSI3*) mit Pablis, 5. Platz im Großen Preis (Junge Reiter) in Hagen mit Pablis, 3. Platz bei den Panarabische Spielen in Kairo mit Sky High, 2. Platz (Team) bei den Panarabische Spielen in Kairo mit Sky High
- 2005: 3. Platz bei der WM für 7-jährige Pferde in Lanaken mit Sky High